# Festphasenextraktion

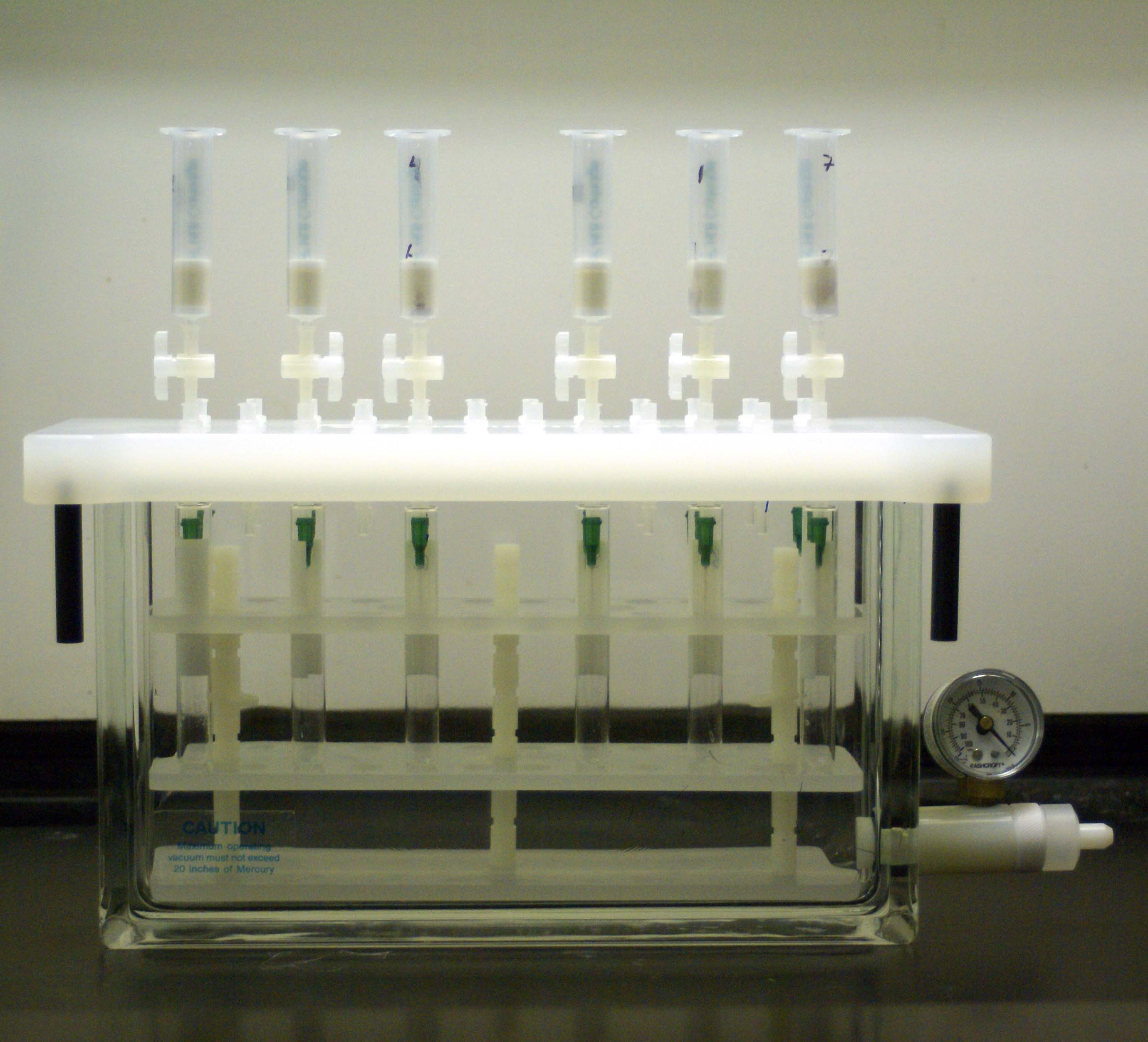
Modul für die Festphasenextraktion mit sechs SPE-Säulen

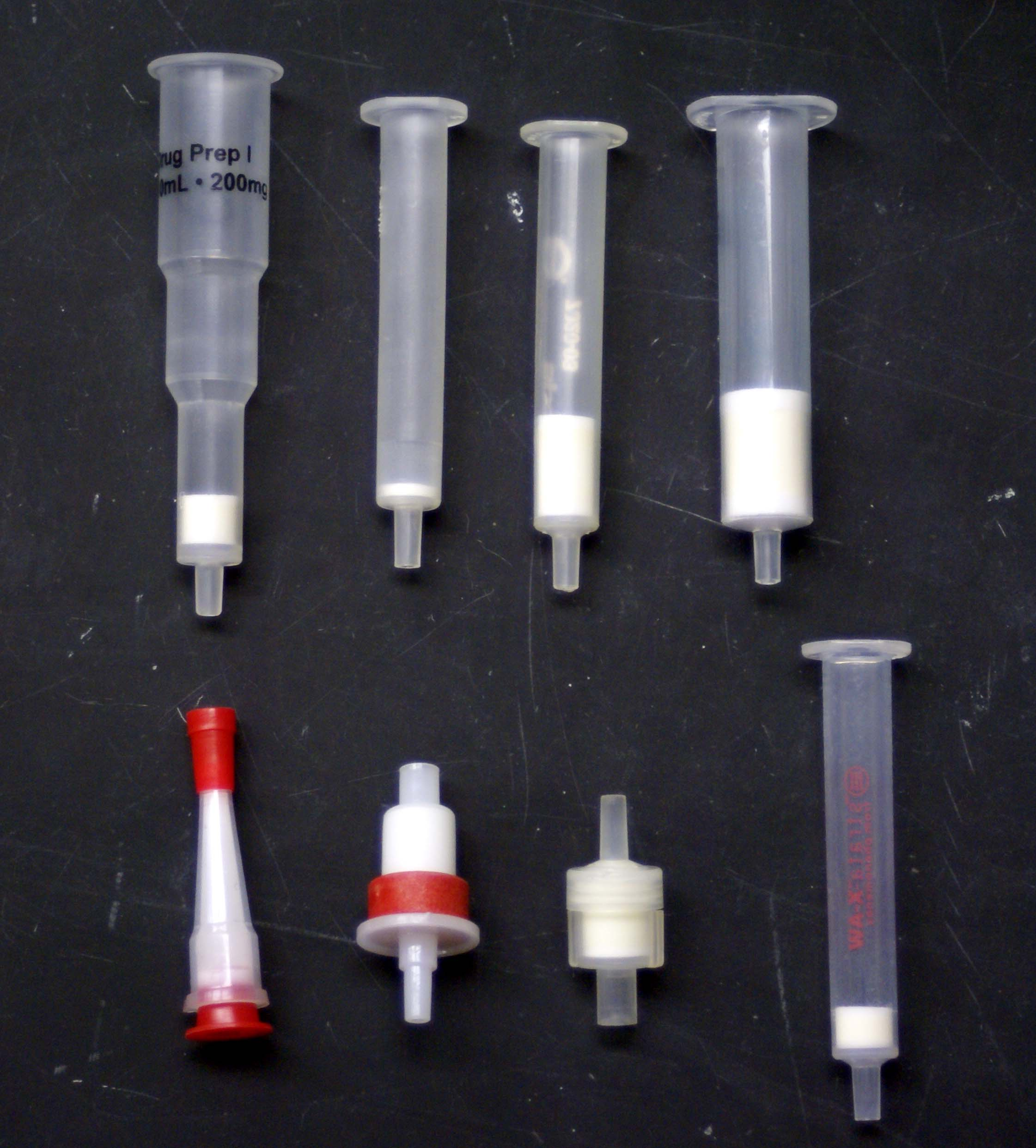
Verschiedene SPE-Kartuschen

Die Festphasenextraktion (englisch solid phase extraction, kurz SPE, ältere Bezeichnung auch Sorbensextraktion) ist eine Probenvorbereitungsmethode in Bezug auf eine mögliche Anreicherung, Konzentration oder Isolation eines Analyten. Es handelt sich dabei um einen physikalischen Extraktionsprozess, der zwischen einer flüssigen und einer festen Phase (Sorbens) stattfindet, ähnlich wie bei der Säulenchromatographie. Jedoch ist der Begriff weiter gefasst und umfasst eine ganze Reihe von Sorbens-/Isolat-Wechselwirkungen: polare und unpolare Wechselwirkungen, ionische Wechselwirkungen, Wechselwirkungen über kovalente Bindungen sowie multiple Wechselwirkungen.
Die zu analysierende Komponente (Analyt) ist in einem Lösungsmittel gelöst. Mit Hilfe der SPE ist es möglich, die zu bestimmende Komponente aus sehr verdünnten Lösungen für die eigentliche Analyse anzureichern. Wird das Lösungsmittel beziehungsweise die Probenlösung durch das Sorbens geleitet, reichert sich das Isolat auf dem Sorbensbett an, wobei das Lösungsmittel das Sorbens ungehindert passiert. Die Auswahl des Sorbens hat großen Einfluss auf die Extraktion. Die gebräuchlichste SPE-Methode besteht darin, das Sorbens in eine Art Säule zu packen und die Probenlösung durch das Sorbens zu leiten. Durch ein geeignetes Lösungsmittel wird das Isolat vom Sorbens heruntergelöst (Elution). Anschließend kann dieses Eluat weiterverarbeitet oder analysiert werden.
Die Methodenentwicklung einer kompletten SPE – Analyse – Validierung kann mitunter recht aufwändig und kompliziert erscheinen. Jedoch ist das Ergebnis ein schnelles und preisgünstiges Analysenverfahren, welches für große Probenmengen und einen hohen Automatisierungsgrad spricht. Dafür werden handelsübliche Säulen verwendet. Klassisch werden dazu von Hand bediente SPE mit einer Vakuumwanne verwendet. Moderne Automaten ermöglichen eine vollautomatische Anreicherung.
Wichtige Einsatzgebiete sind unter anderem die Bestimmung der Minorbestandteile des Unverseifbaren von komplexen Ölen und Fetten wie z. B. der Sterine und Phospholipide und von Lipidklassen in komplexen biologischen Untersuchungsmaterialien.